# Castle Park House
Castle Park House ist ein Landhaus auf einem großen Grundstück im Markt Frodsham in der englischen Grafschaft Cheshire. Es wurde im 18. Jahrhundert auf dem Gelände von Frodsham Castle errichtet. In den 1850er-Jahren wurde es erweitert und seine Gärten vom Landschaftsarchitekten Edward Kemp angelegt. Heute gehört das Haus der Stadtverwaltung und dient einer Reihe von Zwecken. Seine Gärten sind ein öffentlicher Park.

## Haus

### Geschichte
Das Haus wurde auf dem Gelände von Frodsham Castle errichtet, das 1654 niedergebrannt war. Ende des 18. Jahrhunderts ließ Robert Wainwright Ashley, ein Rechtsanwalt, das erste Landhaus auf dem Gelände bauen und nannte es Park Place. Nach seinem Tod erbte sein ältester Sohn, Major Daniel Ashley II, das Anwesen. Nach dessen Tod 1841 erbte dessen Bruder, Reverend Thomas Ashley, verpfändete es aber an Philip Humberston aus Chester. In dieser Zeit pachtete Captain Harry Heron das Haus.
1851 kaufte Joseph Stubs aus Warrington, ein Hersteller von Ingenieurwerkzeugen, das Anwesen. Er ließ mit dem Umbau und der Erweiterung des Hauses und seiner Nebengebäude beginnen und beauftragte Edward Kemp mit der Gestaltung der Waldflächen und Gärten, die ein Gebiet von mehr als 9,7 Hektar bedeckten. Die Arbeiten an den Gebäuden plante vermutlich Thomas Mainwaring Penson. Der Stil wurde als „reserved Italianate“ bezeichnet. Stubs, der 1861 verstarb, erlebte die Fertigstellung der von ihm beauftragten Arbeiten nicht mehr. Nach seinem Tod ersteigerte Edward Abbott Wright, ein Quäker und Baumwollfabrikant aus Oldham, das Anwesen für über £ 9500 (entsprechend etwa £ 800.000 im Jahre 2015) Das Haus wurde dann Castle Park House genannt. Die Wrights hatten fünf Kinder; ein Junge starb im Alter von 14 Jahren, die anderen vier waren Mädchen. Edward Abbott Wrights Gattin starb 1868 und der Witwer lebte weiterhin in dem Haus und pendelte für sein Geschäft und seine politischen Interessen vom Bahnhof Frodsham aus, bis er 1891 im Alter von 83 Jahren starb. Danach lebten Wrights unverheiratete Töchter Harriet und Emily in dem Haus, bis die letzte von ihnen, Harriet, 1931 ebenfalls verstarb.

### Heute
Die Enkel von Edward Abbott Wright, die in seinem letzten Willen bedacht wurden, boten das Landhaus und seine 4,9 Hektar Ziergärten der Verwaltung der Landgemeinde Runcorn (zu der damals Frodsham gehörte) zur „Nutzung, Erbauung und Vorteil“ der Einwohner an. Das Grundstück diente als öffentlicher Park und im Haus wurden Büros der Landgemeindeverwaltung untergebracht. Nach der Gebietsreform von 1974 wurde das Erdgeschoss von der Verwaltung des Boroughs von Vale Royal und von der Gemeindeverwaltung Frodsham genutzt.
2006 wurde das Landhaus grundlegend renoviert und dient heute einer Reihe verschiedener Zwecke. Es gehört der Verwaltung des Bezirks Cheshire West and Chester, die ihren Bürgern einen One-Stop-Shop für örtliche Verwaltungsakte, Erwachsenenbildung und Konferenzen anbietet. Die Archive der Frodsham and District Local History Group befinden sich ebenfalls in dem Haus.

## Nebengebäude und Gärten

### Geschichte

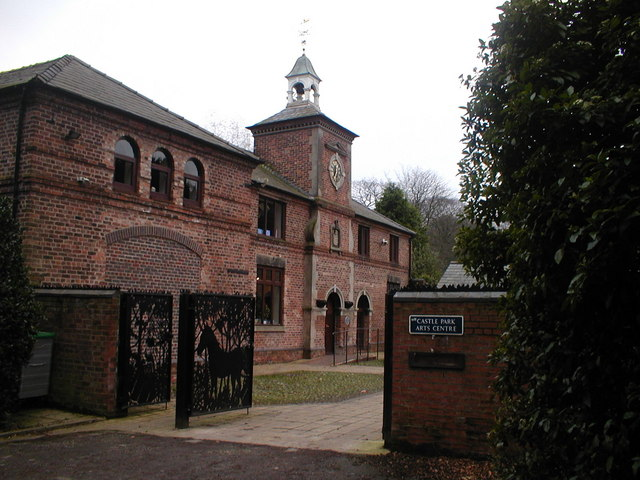
Castle Park Arts Centre

Edward Kemp plante einen formellen Garten mit Gewächshäusern nördlich des Landhauses. Weiter von Landhaus entfernt waren der Gartenhof, ein Stallhof, eine Remise und ein Bauernhof. Westlich davon lag ein großer Küchengarten. Weitere Nebengebäude waren ein Weinkeller, eine beheizte Wand und ein Räucherhaus zum Räuchern von Schinken und Speck. Joseph Stubs sammelte seltene Pflanzen und viele davon wurden im „Amerikanischen Garten“ angepflanzt. In den Tagen der Wrights waren ein Gärtnermeister und sieben Vollzeitgärtner angestellt und es wurden jenseits der Remise weitere Nebengebäude gebaut.

### Heute
Ein ausgedehnter Park erstreckt sich den Hügel westlich des Landhauses hinauf. Einige der Bäume, die Joseph Stubs pflanzen ließ, gibt es noch heute, auch wenn sie wohl bald aus Altersgründen gefällt werden müssen. Auch den formellen Garten gibt es noch und die Frodsham Round Table hat einen Garten für Behinderte anlegen lassen. Im Park befinden sich Kinderspielplätze. Aus der Remise wurde das Castle Park Arts Centre mit einem kleinen Café und Ausstellungsräumen für Kunstgegenstände. Andere Nebengebäude dienen heute als Büros für kleinere Unternehmen. Park und Gärten wurden im National Register of Historic Parks and Gardens als Grad II ausgewiesen.